# Hadleigh (Suffolk)
Pour les articles homonymes, voir Hadleigh.
Hadleigh est une ville située dans le district de Babergh dans le comté du Suffolk en Angleterre au Royaume-Uni.

## Histoire

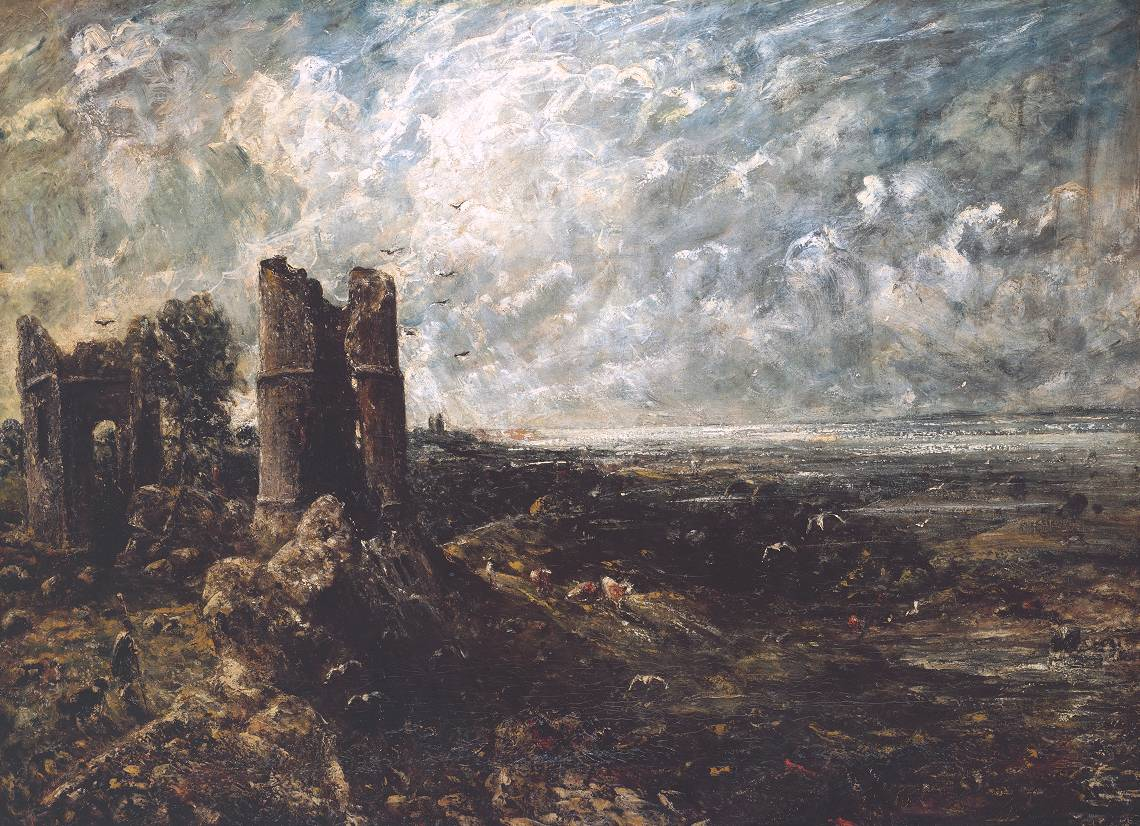
Le Château de Hadleigh
(Esquisse), 1828-1829
Tate Britain, Londres

Le peintre paysagiste John Constable y peint les ruines du château fort en 1828.